# Либаний
Либаний (на гръцки: Λιβάνιος) е учител по реторика и представител на втората софистика.

## Биография
Произхожда от заможно семейство обедняло следствие на имуществената конфискация по времето на Диоклециан. Началното си образование получава в родния си град, след това учи в Атина (336 - 340 г.). Няколко години по-късно основава собствена школа по реторика в Константинопол, където се сприятелява с езическия император Юлиан. Част от кореспонденцията между тях е запазена в негова памет и години по-късно той пише най-добрите си оратории. Поради завистта на неговите опоненти е принуден да напусне града по заповед на император Констанций II (337 - 361 г.) и започва да преподава в Никомедия (344-349). През 354 г. оглавява школата по реторика в Антиохия, където остава до края на дните си. Изпълнява и редица обществени задължения — член на градския съвет, няколко пъти избиран за управител на града. Сред учениците му са били Василий Велики, Йоан Златоуст, Григорий Богослов, а вероятно и римският историк Амиан Марцелин. Остава чужд на Християнството, убеден езичник и почитател на античната литература. Известен и като библиофил.

## Съчинения
Автор на много произведения, между които автобиографична оратория, която представлява ценен исторически източник. Пише речите си на атически диалект по примера на Демостен и Аристид. Още пожизнено е бил много разпространен. От особено значение е речта му „В защита на храмовете“, адресирана до император Теодосий през 384, в която излага позиция характерна за елинистическата интелигенция в периода на нарастващото християнско влияние.

### Произведения
- 64 речи от трите области на реториката: съдебна, съвещателна и похвална реч
- 51 декламации на исторически и митологични теми
- 57 кратки изложения на речите на Демостен
- 1544 писма (два пъти повече писма от кореспонденцията на Цицерон)